# Бауэр (фигурное катание)
Бауэр или ина бауэр (англ. Ina Bauer) — элемент в фигурном катании, разновидность спирали. Является связующим элементом. 

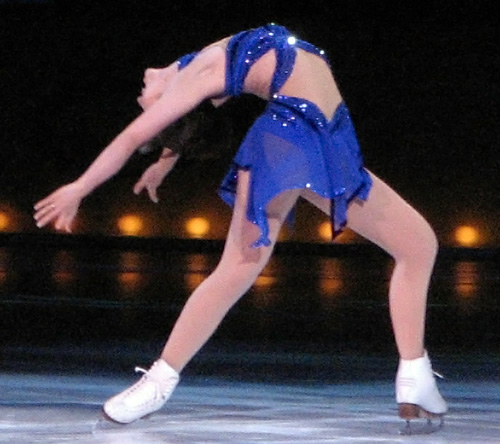
Сидзука Аракава исполняет бауэр на шоу Champions on Ice в 2006 году в Сан-Хосе в США

Одна нога фигуриста вытянута вперёд с внешнего ребра, а другая находится сзади на внутреннем ребре и расположена параллельно первой. В других вариантах передняя нога слегка согнута, а задняя остаётся прямой. Если ведущая нога находится на внутреннем ребре, движение называется «внутренним бауэром». Если фигурист скользит с внешнего ребра, это называется «внешним бауэром». Самые гибкие фигуристы могут почти полностью прогибаться назад.

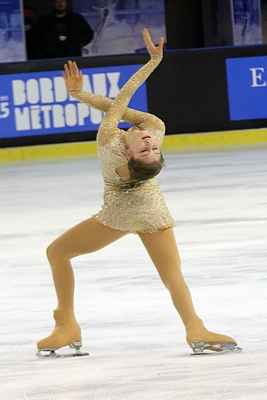
Бауэр с оригинального захода и выхода из наклона в исполнении Юлии Липницкой на Trophée Eric Bompard 2014

Назван в честь немецкой фигуристки-одиночницы Ины Бауэр, впервые выполнившей элемент в фильмах «Звезда падает с неба» и «Купи себе цветной шарик».

## Техника
Бауэр является расширенной четвёртой позицией в балете с точки зрения положения ног. Однако передняя нога согнута, а задняя остаётся прямой. В него можно войти с кораблика на внутреннем ребре, и, так же как и кораблик, обычно используется в качестве захода на прыжки, повышая уровень сложности прыжков в соответствии с правилами ISU.
Бауэр может выполняться на внутреннем или внешнем ребре. Исполнение с внешнего ребра считается более сложным, чем с внутреннего. Многие фигуристки прогибаются назад при выполнении элемента, хотя это и не требуется правилами, а лишь служит украшением к программе. Бауэр также является позицией на входе в поддержки в танцах на льду. В этом случае поднимающий партнёр не прогибается назад.

## Популярность
В Японии Сидзука Аракава, выполняя бауэр с большим изгибом назад, популяризировала элемент настолько, что в Японии ошибочно стали именовать любые элементы с изгибом спины «ина бауэром», а также «путём Аракавы» или «типом Аракавы» в честь фигуристки. Из-за популярности элемента японская пивоваренная компания Asahi пыталась зарегистрировать бренд с названием «Ина Бауэр», но ей было отказано из-за того, что название является именем собственным и принадлежит Ине Бауэр, которая не дала согласие на использование её имени.
Помимо Сидзуки Аракавы эффектные бауэры исполняли Рэйчел Флатт, Юдзуру Ханю, Юлия Липницкая и Камила Валиева.